# St.-Katharinen-Kirche (Turku)

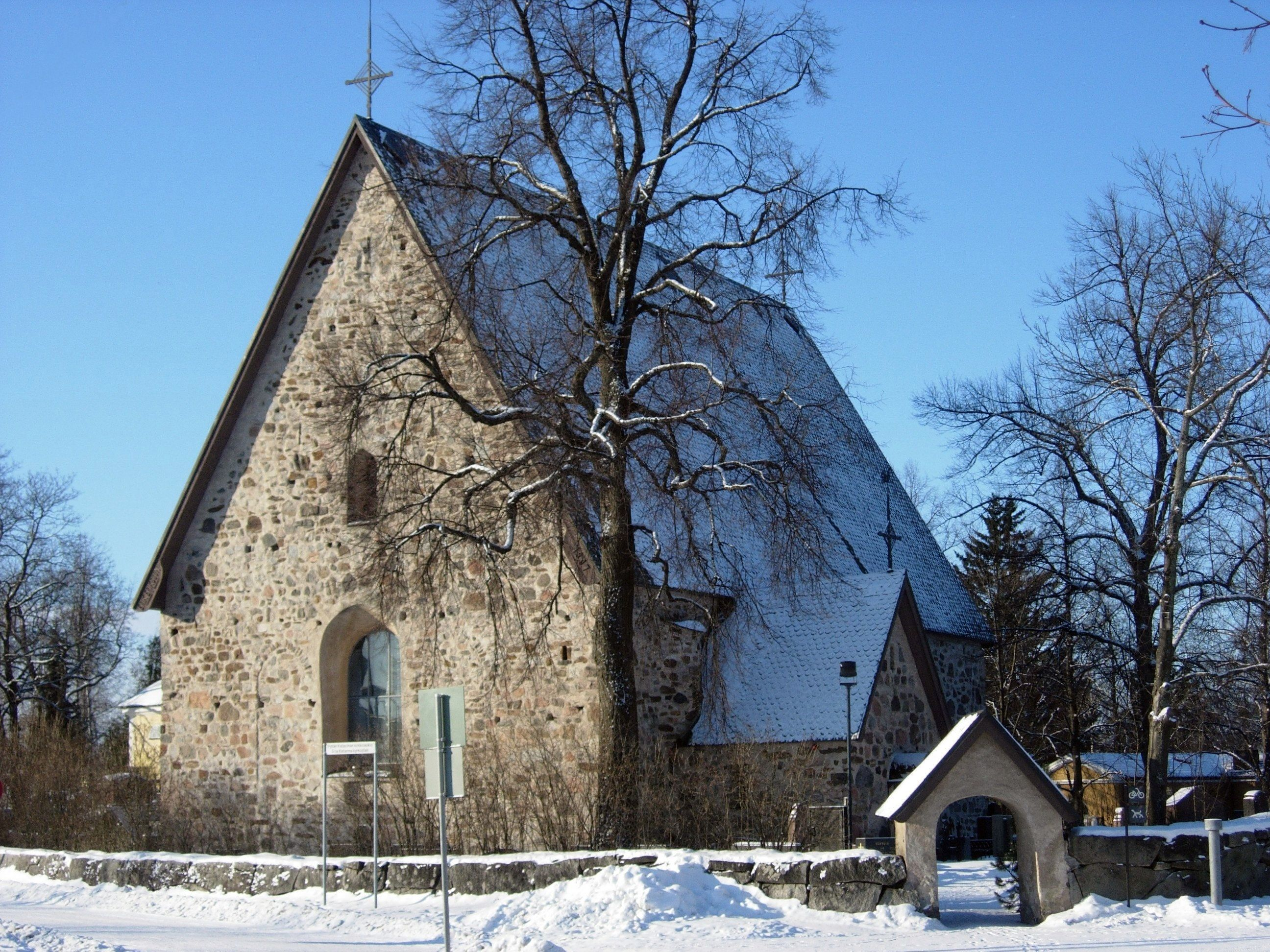
Die St.-Katharinen-Kirche (Blick aus Nordosten)

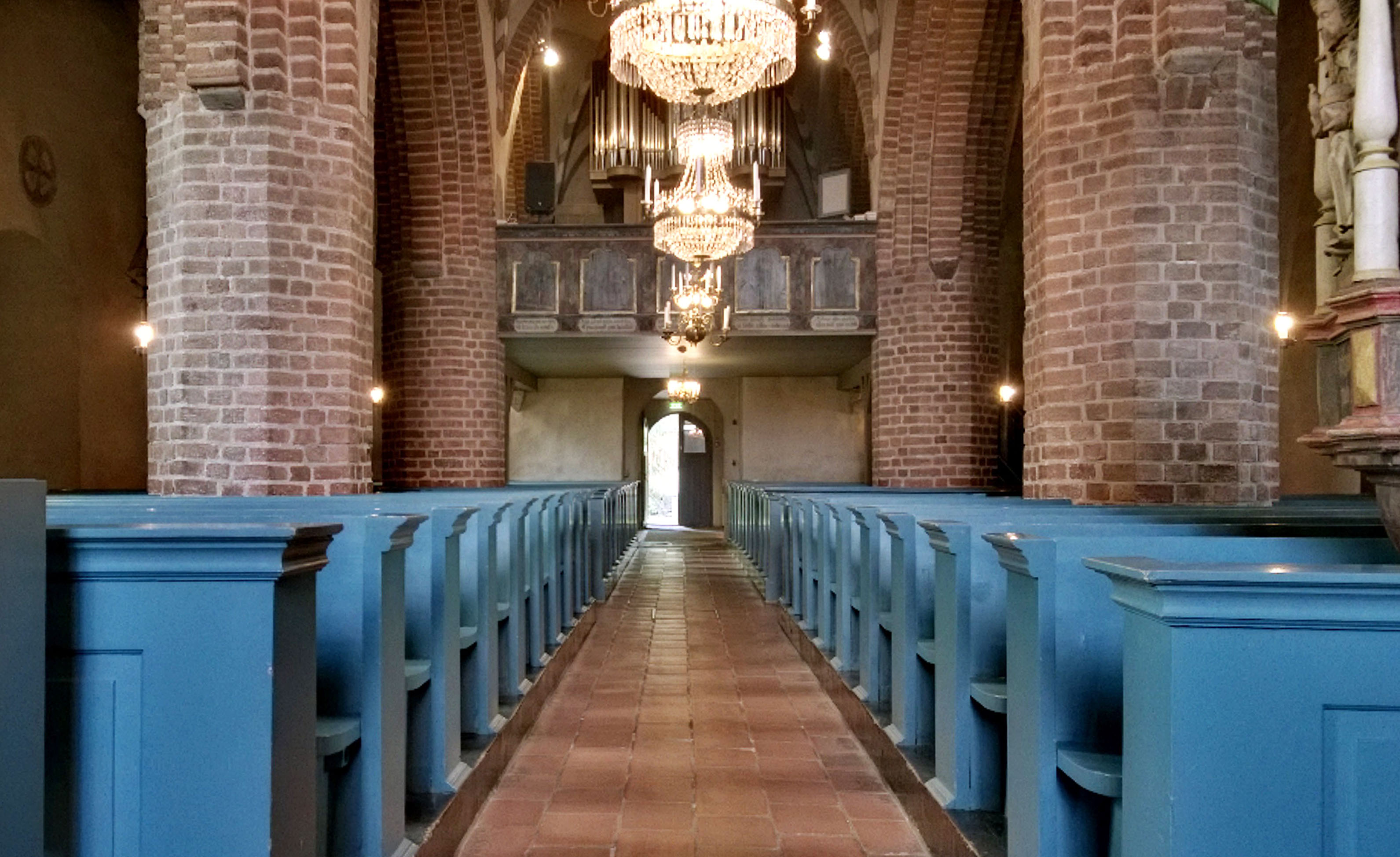
Innenraum, Blick zur Orgel (2018)

Die St.-Katharinen-Kirche (finn. Pyhän Katariinan kirkko), vormals als Kirche von Kaarina (Kaarinan kirkko) bekannt, ist eine lutherische  mittelalterliche Steinkirche in der südwestfinnischen Stadt Turku. Die Mitte des 15. Jahrhunderts erbaute Kirche ist nach der heiligen Katharina von Alexandrien benannt. Ursprünglich war sie die Kirche des Nachbarorts Kaarina, gehört aber mittlerweile zum Stadtgebiet von Turku. Die Kirche liegt am Ufer des Flusses Aurajoki im Stadtteil Nummi und ist die Pfarrkirche der Katharinengemeinde (Katariinanseurakunta), einer von zwölf evangelisch-lutherischen Kirchengemeinden im Gemeindeverbund Turku-Kaarina, welche die östlichen Teile Turkus umfasst.

## Geschichte
Ein erster hölzerner Vorgängerbau dürfte schon kurz nach Gründung des Kirchspiels Kaarina zu Beginn des 13. Jahrhunderts an der Stelle der heutigen Kirche im Dorf Nummi gegründet worden sein. Die heutige Steinkirche entstand wahrscheinlich im Zeitraum zwischen 1440 und 1460 (das Waffenhaus möglicherweise einige Jahrzehnte später). Sie wurde wahrscheinlich vom selben aus Mecklenburg stammenden Baumeister entworfen, der auch die Kirche von Pargas erbaute. Die ursprünglichen Pläne, die einen zweischiffigen Bau mit einem Kirchturm vorsahen, wurden noch während der Bauphase abgeändert. 1697–1699 wurde am Westende der Kirche eine Vorhalle angebaut.
Als 1939 Teile von Kaarina in die Stadt Turku eingemeindet wurden, kam auch die Kirche zu Turku. Sie blieb aber die Pfarrkirche der Kirchengemeinde Kaarina, die weiterhin die östlichen Teile von Turku umfasste. Erst 1991 wurden die Kirchengemeinden nach der Verwaltungsgrenze in die Katharinengemeinde und die Kirchengemeinde Kaarina getrennt. Bei dieser Gelegenheit erhielt die Kirchengemeinde Kaarina eine neue Kirche und das bisher als Kirche von Kaarina bekannte Gotteshaus wurde in St.-Katharinen-Kirche umbenannt.

## Baubeschreibung
Die St.-Katharinen-Kirche ist sehr gut in ihrer mittelalterlichen Gestalt erhalten geblieben. Das dreischiffige Langhaus der St.-Katharinen-Kirche ist mit 26,1 × 14,7 Metern verhältnismäßig klein. Im Norden ist eine Sakristei, im Süden ein Waffenhaus und im Westen eine Vorhalle angebaut. Über einen Kirchturm verfügt die St.-Katharinenkirche nicht.
Der Innenraum der Kirche ist mit Seccomalereien zweier verschiedener Künstler ausgeschmückt. Ende des 18. Jahrhunderts wurden die Malereien übertüncht, aber Anfang des 20. Jahrhunderts wieder freigelegt. Zum Kircheninventar gehören zehn mittelalterliche Holzskulpturen. Deren älteste stammt aus dem frühen 14. Jahrhundert und stellt wahrscheinlich die Schutzpatronin Katharina von Alexandrien dar. Die übrigen Skulpturen wurden Anfang des 16. Jahrhunderts in Finnland geschaffen. Die Orgel wurde 1971 von Kangasalan Urkutehdas erbaut. Das Instrument besitzt 20 Register auf zwei Manualen und Pedal.